# John Dunn (remero)
John Dunn es un deportista estadounidense que compitió en remo. Ganó dos medallas en el Campeonato Mundial de Remo, plata en 1975 y bronce en 1976.

## Palmarés internacional
| Campeonato Mundial | Campeonato Mundial       | Campeonato Mundial | Campeonato Mundial      |
| Año                | Lugar                    | Medalla            | Prueba                  |
| ------------------ | ------------------------ | ------------------ | ----------------------- |
| 1975               | Nottingham (Reino Unido) | Medalla de plata   | Ocho con timonel ligero |
| 1976               | Villach (Austria)        | Medalla de bronce  | Ocho con timonel ligero |